# 13 (忌み数)

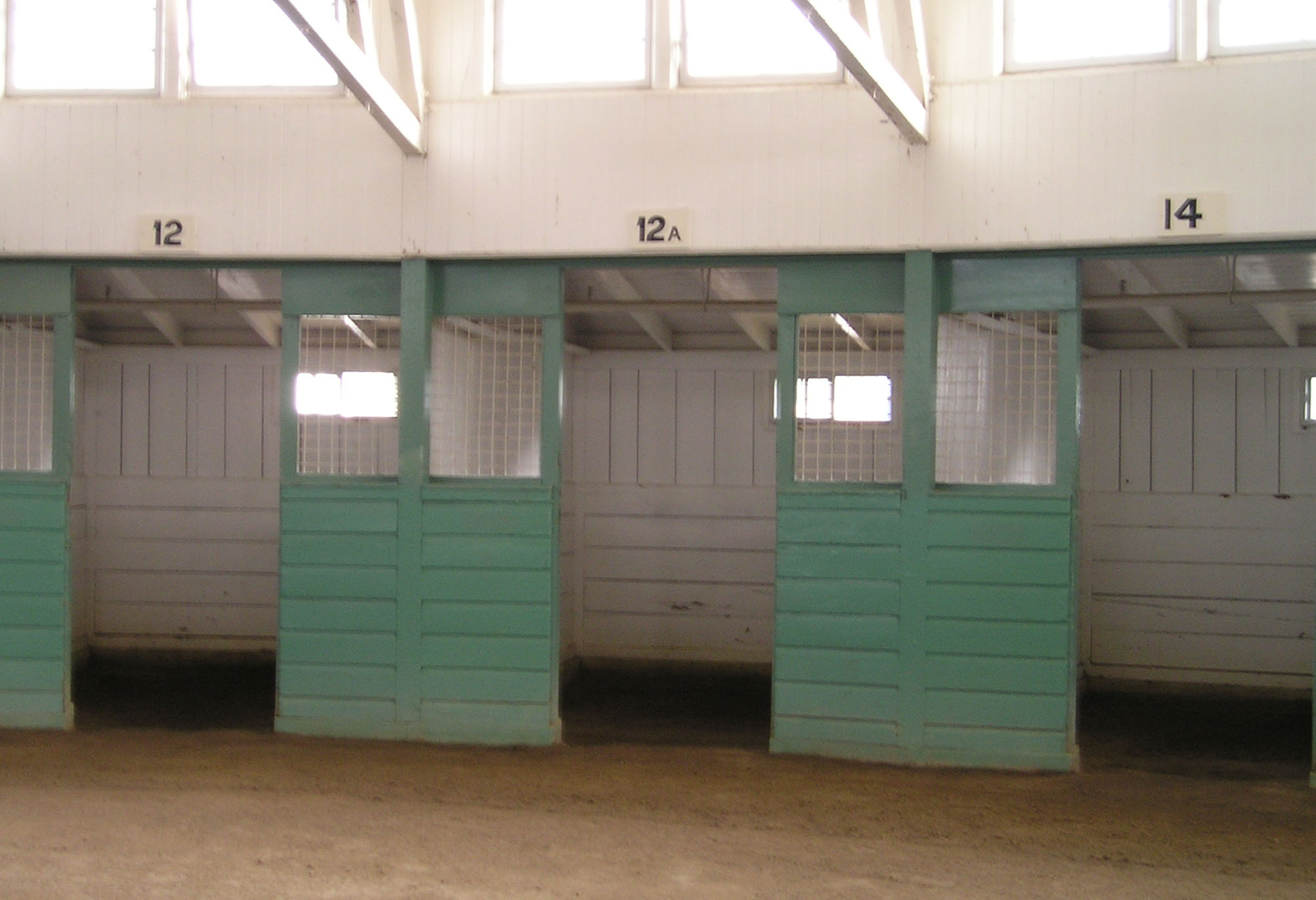
サンタアニタパーク競馬場の控え馬房。13を嫌って、12と14の間を「12A」としている。

13 は、西洋において最も忌避される忌み数である。「13恐怖症」を、ギリシャ語からtriskaidekaphobia（tris「3」kai「＆」deka「10」phobia「恐怖症」）という。
日本でも忌み数であったと唱える者もいるが、著者の独自色が強く、同説提唱者が少ない（「くし屋」関連の呼称面で不整合があるため定かではない）。
東洋においては大吉数とされており、姓名判断と周易でも大吉数となる。

## 起源
13 を忌み数とする由来は明らかでないが研究者によっていくつかの説が唱えられている。

### 「未知数」説
原初人間が身体で計算できた数は手指の10と両足の2、計12であり、それを上回る13は「不可能（未知）の数」であるから本能的に恐れたとする説。

### 「非調和な数」説
古代より暦の必要性から時間や方位などに六十進法が使われており、中でも60の約数の一つである12はそれらを構成する基準の数として、12か月や12時間、12方位などのようにしばしば用いられてきた。生活に広く根付いた基数の12に対し、12より一つ多く素数である13は、その調和を乱すものとして不吉な数と考えられた。

### 「宗教的要因」説
北欧神話では、12人の神が祝宴を催していた時に、招かれざる13人目の客としてロキが乱入した。このロキがヘズをたぶらかしてバルドルを殺害させており、後に起こるラグナロク勃発の起因となった。キリスト教神話においては、サタンを13番目の天使であるとする設定があり、これは土着神話のキリスト教化の中で北欧神話の話を元に生まれたとされる。このことから、英語では13のことを「悪魔のダース」（devil's dozen）とも呼ぶ。
13という数は聖書でも特別な意味を持っている。イエスを裏切った弟子であるユダは、最後の晩餐で13番目の席についていたとされており、ユダが13番目の弟子であったとする説もある。またキリスト教圏の俗信において、イエスが処刑されたのは金曜日であるとされており、13日の金曜日を題材にしたアメリカ映画が大ヒットしたことで、世界中に知れ渡ることとなった。
これらの影響などから、13という数は「不吉の象徴」とされてきたこともあり、現代では忌み数のひとつとなっている。
その一方で、13日の金曜日がイエスの処刑された日だと広く言われるようになったのは（少なくとも文書で言及されるようになったのは）近代以降である。また、古くに布教されたトルコとエチオピアでは13を忌み数としないように、キリスト教圏全てで13日の金曜日や13という数が不吉とされているわけではない。
キリストの磔刑の日が13日の金曜日、ユダが13番目の弟子などは俗説で、聖書に処刑の日を特定できる記述はない。ユダが「12人の弟子の一人」であるとはっきり書かれており、13番目の弟子という説は成り立たない。ユダが抜けて替わりが入ったという記述もない。13という数に不吉なイメージを押し付けるため、近代になって不明とされてきた、イエス・キリストが処刑された日を13日としたという説もある。

## 忌避

### 社会・風習

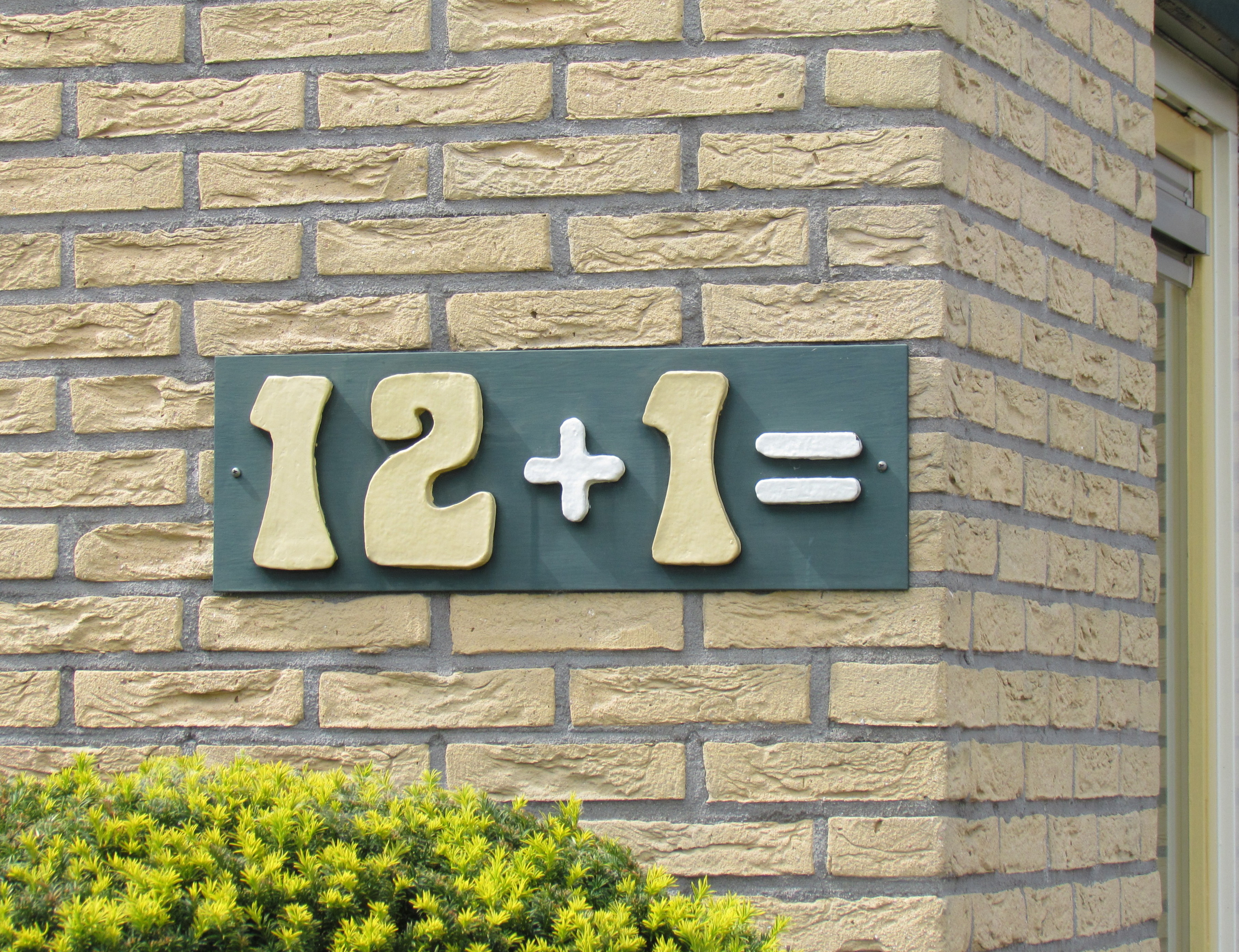
アペルドールンのある民家。12+1=と足し算を用いて13を避けている。

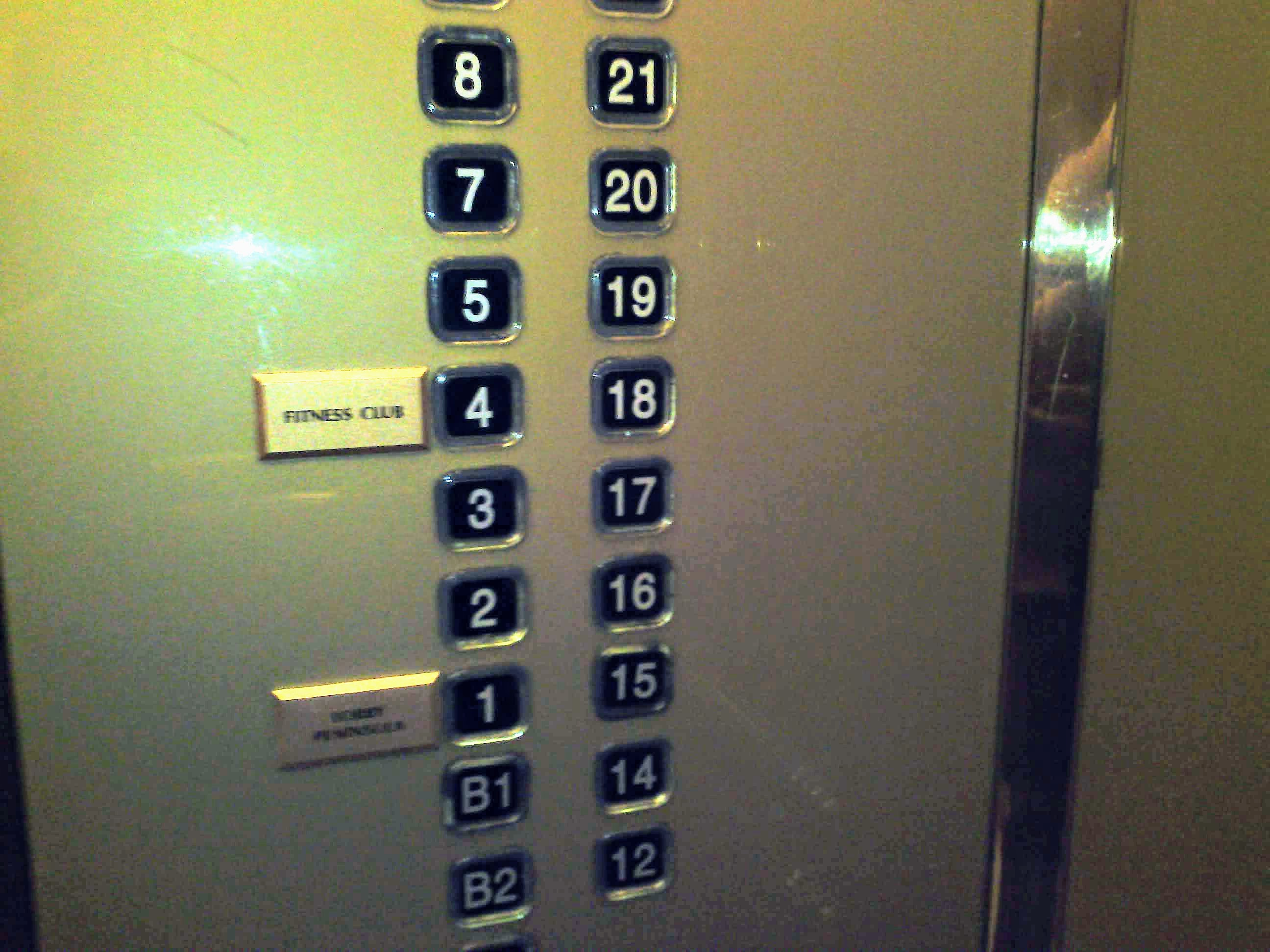
大韓民国蔚山広域市のホテルのエレベーター。13階のボタンがない。

- 西洋では、多くの建物で13階を作ることが忌避される。12階の一つ上は、12A階もしくは12B階、12半階と呼んだり、13階を飛ばして14階にしたりする（中国など地域によっては14も忌み数とみなし、12階の次は15階とするケースも存在する）。これはアパートなどの部屋番号や、飛行機の座席番号などでも同様であり、空港には13番ゲートが存在しないこともある[2]。高層ビルでは、13階が機械室などに充当され、通常の利用者が13階を利用しないようにされる場合もある。ホテルでは、13階を従業員用の施設（更衣室・社員食堂など）に割り当て、客室用エレベーターが通過するという例も見られる。病院で13階や13番目にあたる病室やベッドの番号などを飛ばす事例がみられる。地名においても13番地を飛ばす場合もある。この他、Microsoft Officeなどソフトウェアのバージョン13を飛ばした製品[3]も存在する。
- 序数の13番に限らず、全部で13人、全13巻などの基数が13になることも同様に嫌われる。パーティーなどにおいて、14番目に来場した賓客を「13を免れた」として歓迎することがある。逆に14人だったのが1人欠けて13人になってしまった場合は、急いで別の人を招いたりもする。アニメーション等のメディア作品も同様で、茨姫の魔女13人を14人に変えるなど対処している。
- 第二次世界大戦中のアメリカ、ドイツ両陣営で、戦闘機開発において12に次ぐ新機体に付ける番号は、13を避けて14や100などを使っていた。
- 第二次世界大戦後にGHQに接収された巣鴨拘置所（現: サンシャイン60）に設置された絞首台が13段の階段を設けていたと伝えられ、「13階段」は日本で死刑執行を意味することの隠語になっている。ただし、歴史上の絞首台の段数はまちまちで、13段はあくまで西洋での刑場に多かった一例のようである。
- 日本でも、13は金気の生数4と成数9の和であるため、完全な金気を象徴する殺気の数である為に忌避されたとする説がある[1]。また、船や山小屋で13人が集まった際は顔の絵や藁人形で14人目を追加する習俗がある[1]。
- 十三塚や十三重塔などで死者を象徴する数として用いられたとする説がある[1]。

### 事故
- F1競技においては、以前はカーナンバーに13番は用いないことが慣習となっていた。F1世界選手権が始まる以前の1925年サン・セバスチャンGPで、ゼッケン13番を付けたレーサーが2年連続で死亡していることに起因していたが、2014年のF1世界選手権より固定ナンバー制が導入された結果、パストール・マルドナドが13番を指定した為に38年ぶりに復活する[4]。なお、それまでに13番を付けて出走した例は1963年メキシコGPにおけるモーセ・ソラーナと、1976年イギリスGPにおけるディビナ・ガリカの2例。但し、ノンタイトル戦まで合わせると5例存在した。
- 最も有名な13にまつわる不吉な事故に、アポロ13号の事故がある。打ち上げ時刻をあえて中部標準時で13時13分にして「迷信を打ち破る」という意味も込められていたが、科学の結晶が迷信のさらなる拡大に寄与してしまうという皮肉な結果をもたらした。それでも幸いなことに、大事故にもかかわらず全員が生還している良い側面もある。
- 1993年に大阪市で発生したニュートラム暴走衝突事故の当該編成は13編成であった。2016年からニュートラムに200系が投入されているが、当該編成と同じ13編成が存在しない。
- 2024年1月2日に発生した羽田空港地上衝突事故の日本航空516便で使われていた機体はA350-900の13機目であるJA13XJであった。

### 人物
- オーストリアの作曲家アルノルト・シェーンベルクは13を嫌悪していたといわれる。1874年9月13日に産まれた彼自身が「7 + 6 = 13となるから、自分は76歳で死ぬだろう」と考えていた。事実、1951年7月13日に76歳で亡くなっている。
- スペインのモーターサイクル・ロードレース選手、アンヘル・ニエトが13度目の世界選手権制覇を成し遂げた後に制作された伝記映画は、題名が「12 + 1の選手権を〜」となっている。
- 中日ドラゴンズに所属していた岩瀬仁紀は現役時代、背番号13をつけており、「死神」といわれ畏れられていた。

### その他

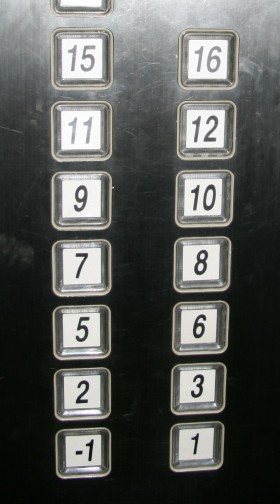
上海のあるビルのエレベーターの行き先ボタン、13の他に4、14も無い。

前述の通り、香港や中華人民共和国などの漢字文化と西洋文化の混在する地域では、4や14と併せて嫌われることもある。そのため、3階の次が5階であったり12階の次が15階であったりしているという飛番となっている建築物も存在する。

## 13を吉とする文化
西洋では忌み数である13だが、中国の一部地域では「十三」と「実生」（実るという意）の発音が似ているため吉数としている。広東語ではそれぞれ sap6saam1, sat6saang1 である。また、仏教においては釈尊を守護する十三仏（これ自体は日本で考えられた）というものがあり吉数として捉えられている。中国で忌み数とされているのは次の番号である14である。
アメリカ合衆国は建国時の州の数が13（独立十三州）であるため、当初は建国に縁のある吉数とされていた。同国の1ドル紙幣の裏面や国章には、「13葉ついたオリーブの枝と13本の矢を掴む鷲」や鷲の胸にある「13本の縦縞模様（ストライプ）が描かれた盾」、さらに「13の星」、「13層のピラミッド」など13に因んだものがあしらわれている。現在のアメリカ合衆国の国旗の横縞も13本である。しかし、その後の13にまつわる凶事や様々な迷信等により現在では忌み数となっている。
ドイツの作曲家リヒャルト・ワーグナーは13という数字を好んだ。これは自分と自分の母の名前の綴りが13字だからである。
くし屋を「十三屋」と呼ぶことがあるのは、くしの語呂合わせである数字の九四が「苦死」に通じて縁起がよくないためでもある。

## 忌み数と承知の上での13の使用
イタリアのコンテ・ディ・カブール級戦艦・カイオ・ドゥイリオ級戦艦は、主砲が13門である事で知られる。3連装砲塔と連装砲塔を混載した事からこの門数になった。これは旧来の迷信を打ち破るというイタリア海軍の決意とも、相対する敵に不吉な印象を与えようとする意図があったとも言われる。数としては中途半端に見えるが、戦艦の設計としてはそれなりの合理性を認められ、平賀譲が大和型戦艦の設計にあたって主砲13門案を提示した事も知られる。もっとも両戦艦とも後の改装で主砲口径を増すと同時に門数を削減し、主砲は10門となった。
また、13は不吉なイメージを醸し出すために、ホラー映画作品や小説、漫画、ロック・メタルバンドの楽曲などに利用されることが多く、そういった意味では非常に人気のある数でもある。有名なものに『13日の金曜日』や『ゴルゴ13』などがある。
サッカードイツ代表のエースであるミヒャエル・バラックは、忌み数をあくまで迷信とし、クラブチームや代表の背番号をあえて「13」にしている。そのせいか定かではないが、彼を中心とした世代の代表・クラブチームは、なぜか栄冠を直前で逃すことが多い（もっとも、ドイツサッカー界において13は1974年ワールドカップ優勝メンバーであるゲルト・ミュラーがつけていたことから、栄光の背番号でもある）。
自転車ロードレース選手のファビアン・カンチェラーラは、ゼッケンの番号が13だった際に、「意味を逆にするため」として上下を逆に付けていた。自転車ロードレースでは許可なくジャージの柄を変えるなどすると服装の不備でペナルティが課せられることがあるが、カンチェラーラに限らず13番のゼッケンを上下逆に着用する選手は少なくなく、これについては事実上黙認されている。